# Albaicín (matador)
Pour les articles homonymes, voir Albaicín.
Ignacio Rafael García Escudero, plus connu sous le pseudonyme de « Albaicín », né le 5 juillet 1919 à Grenade (Espagne), mort le 3 septembre 1981 à Madrid (Espagne), est un matador espagnol.

## Présentation et carrière
Fils du modèle favori du peintre Ignacio Zuloaga dont il était le filleul, il commence sa carrière de torero assez tard, à l'âge de vingt et un ans. Il ne revêt son premier habit de lumières que le 22 mai 1941 à Logroño et participe à sa première novillada piquée à Barcelone, la même année. 
Il prend son alternative à Madrid le 17 octobre 1943 après 57 novilladas, avec pour parrain Cagancho et pour témoin Gitanillo de Triana devant des taureaux de la ganadería de Ignacio Sánchez. 
Il quitte la profession de matador en 1950 après avoir toréé 72 corridas, la dernière  en Espagne ayant eu lieu pendant la feria des fallas de Valence face à des toros de Ramos Hermanos, et au Portugal en octobre de la même année.
Il a été ensuite acteur, distributeur de films, installé un temps à Paris. Puis de retour dans son pays, il s'est lancé dans le commerce des automobiles, avec des investissements notamment dans une société bordelaise. Il est mort le 3 septembre 1981 à Madrid.